# جان ئی. هاوارد
جان ئی. هاوارد (به انگلیسی: John E. Howard) سناتور سابق عضو حزب فدرالیست (آمریکا) بود. وی در سال ۱۷۹۶ تا ۱۸۰۳ میلادی سناتور ایالت مریلند در سنای ایالات متحده آمریکا بود.